# Banco de México
Die Banco de México, Kurzform Banxico ist die mexikanische Zentralbank. Sie wurde am 1. September 1925 gegründet. Seit Januar 2022 wird sie von Victoria Rodríguez Ceja geleitet.

## Gouverneure
- (Manuel Gómez Morín)
- Miguel Mancera (1982–1998)
- Guillermo Ortiz Martínez (1998–2009)
- Agustín Carstens (2010–2017)
- Alejandro Díaz de León Carrillo (2017–2021)
- Victoria Rodríguez Ceja (seit 2022)